# Vila Otto Eislera
Vila Otto Eislera je funkcionalistická stavba v Ostravici 456, která se nachází v okrese Frýdek-Místek. Rekreační vila byla v roce 2010 navržena k prohlášení za kulturní památku ČR, vzhledem k stavebním úpravám jak exteriéru tak interiéru vila ztratila svoji původní architektonickou hodnotu a proto k prohlášení nedošlo.

## Historie
Výstavba letní vily pro pražského chemika inženýra Otto Eislera byla zadána zkušenému vídeňskému architektovi Jacquesovi Groagovi. Projekt ve stylu organické funkcionalistické stavby byl proveden v letech 1933–1934. Realizace stavby proběhla v roce 1935. Vila je umístěná na jihozápadním svahu Lysé hory. Po dokončení stavby, která vyvolala velký ohlas, byla publikována v německých, italských a anglických časopisech. Dům byl stavebně upravován, rozdělen na dva byty, které slouží k obývání.

## Architektura
Přízemní zděná asymetricky členěná stavba na nepravidelném půdoryse, který sleduje vrstevnici, je zastřešena mírně úklonnými pultovými střechami. Zastřešena je i terasa, která se otevírá k údolí Ostravice. Terasa byla vybavena kamennou lavicí, výklenkem s plastikou dívky a kruhovou fontánou. V severní části je stavba patrová, v patrech byly ložnice. Původní omítka stavby byla laděna do růžova, kdežto sloupy terasy a okna byly bílé, což vytvářelo kontrast s cihelnou podlahou a dřevěným stropem terasy.

## Interiér
Z terasy bylo možné vstoupit do velkého obývacího pokoje s oblými nárožími a s velkým čtvercovým oknem o velikosti výšky stěny. Na pravé straně byla chodba k pokojům a do kuchyně a jednoramenné dřevěné schodiště, které vedlo do patra s ložnicemi. Na západní straně byla garáž s dřevěnými dvoukřídlými vraty. Dům byl stavebně upraven na dvě bytové jednotky.